# Abies ziyuanensis
Abies ziyuanensis е вид ела от семейство Борови (Pinaceae). Видът е застрашен от изчезване.

## Разпространение
Разпространен е в Китай.